# Johann Casimir von Häffelin
Johann Casimir von Häffelin, nemški rimskokatoliški duhovnik, škof in kardinal, * 3. januar 1737, Minfeld, † 27. avgust 1827.

## Življenjepis
24. septembra 1763 je prejel duhovniško posvečenje.
28. septembra 1787 je bil imenovan za naslovnega škofa Chersonesusa na Kreti in 11. novembra istega leta je prejel škofovsko posvečenje.
6. aprila 1818 je bil povzdignjen v kardinala in imenovan za kardinal-duhovnika S. Sabina; 19. aprila 1822 je bil imenovan še za S. Anastasia.